# Tasos Bountouris
Anastasios "Tasos" Bountouris (grekiska: Αναστάσιος Μπουντούρης), född 2 augusti 1955 i Pireus, är en grekisk seglare. Han deltog i sex olympiska spel mellan 1976 och 1996. Bountouris tog en bronsmedalj i Soling vid olympiska sommarspelen 1980 i Moskva tillsammans med Anastasios Gavrilis och Aristidis Rapanakis.